# Eusparassus levantinus
Eusparassus levantinus là một loài nhện trong họ Sparassidae.
Loài này thuộc chi Eusparassus. Eusparassus levantinus được miêu tả năm 2006 bởi Urones.